# Gamma Coronae Borealis

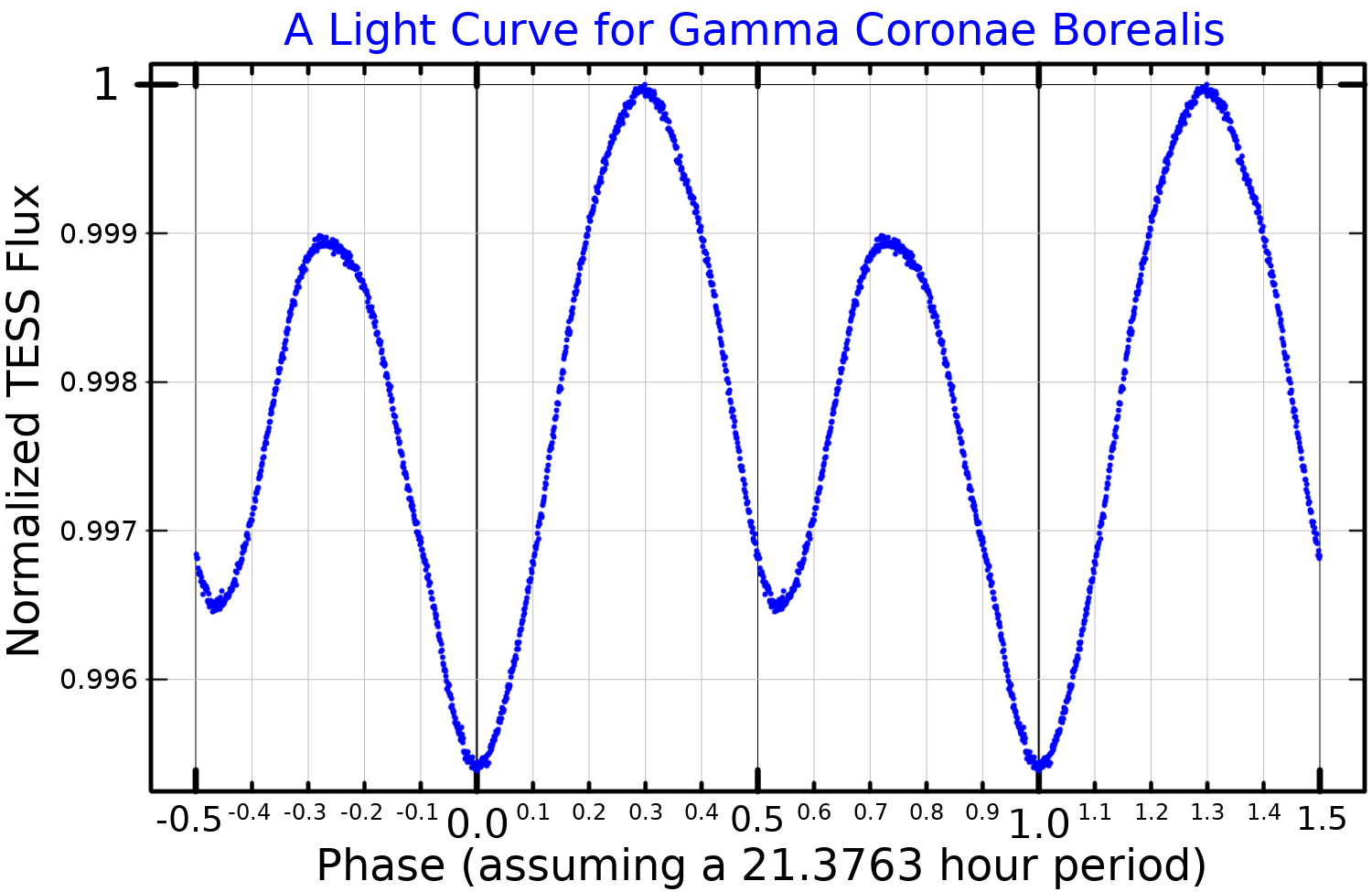
Curva de luz emitida por Gamma Coronae Borealis.

Gamma Coronae Borealis (γ CrB / 8 Coronae Borealis / HD 140436) es una estrella de magnitud aparente +3,81, la tercera más brillante en la constelación de Corona Boreal detrás de Alphecca o Gemma (α Coronae Borealis) y Nusakan (β Coronae Borealis). Es una binaria cuyas dos componentes están visualmente muy próximas, con una separación siempre inferior a un segundo de arco. Su duplicidad fue descubierta por Friedrich Georg Wilhelm von Struve en 1925. Está situada a 145 años luz del sistema solar.
La componente principal del sistema, Gamma Coronae Borealis A, está catalogada como una subgigante de tipo espectral B9IV. Con una temperatura de 11.000 K, tiene una luminosidad 48 veces mayor que la del Sol y un diámetro 1,9 veces mayor que el diámetro solar, parámetros que se ajustan mejor a los de una estrella de la secuencia principal (en donde la energía se obtiene por la fusión de hidrógeno) y no a los de una subgigante. La componente secundaria, Gamma Coronae Borealis B, es claramente una estrella blanca de la secuencia principal de tipo A3V y 8800 K de temperatura, 9 veces más luminosa que el Sol y con un diámetro 1,3 veces más grande que el solar. Gamma Coronae Borealis A está clasificada como una variable Delta Scuti, aunque parece demasiado caliente para entrar dentro de esta categoría.
El período orbital del sistema es de 92,94 años, siendo la separación media entre las dos estrellas de 32,7 UA, aproximadamente la distancia existente entre Neptuno y el Sol. Sin embargo, la excentricidad de la órbita (ε = 0,48) hace que la separación entre las dos componentes varíe entre 49 y 17 UA; el próximo periastro —mínima separación entre las estrellas— tendrá lugar en 2024. El plano de la órbita apenas está inclinado 5º respecto a la línea de visión, por lo que el sistema no está lejos de ser una binaria eclipsante.